# Natação no Campeonato Mundial de Esportes Aquáticos de 2017 - 400 m livre feminino
A prova dos 400 metros livre feminino da natação no Campeonato Mundial de Esportes Aquáticos de 2017 ocorreu no dia 23 de julho em Budapeste na Hungria.

## Recordes
Antes desta competição, os recordes mundiais e do campeonato nesta prova eram os seguintes:
| Tipo                  | Atleta        | Tempo   | Local          | Data                |
| --------------------- | ------------- | ------- | -------------- | ------------------- |
|                       | Katie Ledecky | 3:56.46 | Rio de Janeiro | 7 de agosto de 2016 |
| Recorde do campeonato | Katie Ledecky | 3:59.13 | Cazã           | 2 de agosto de 2015 |

Os seguintes novos recordes foram estabelecidos durante esta competição. 
| Data        | Prova         | Nadadora      | Nacionalidade  | Tempo   | Recordes              |
| ----------- | ------------- | ------------- | -------------- | ------- | --------------------- |
| 23 de julho | Eliminatórias | Katie Ledecky | Estados Unidos | 3.59.03 | Recorde do campeonato |
| 23 de julho | Final         | Katie Ledecky | Estados Unidos | 3.58.34 | Recorde do campeonato |

## Medalhistas
| Ouro                | Prata            | Bronze           |
| Katie Ledecky (USA) | Leah Smith (USA) | Li Bingjie (CHN) |

## Resultados

### Eliminatórias
Esses foram os resultados das eliminatórias. Foram realizadas no dia 23 de julho com início às 10:52. 
| Pos. | Bateria | Raia | Nadadora                    | Nacionalidade          | Tempo   | Notas |
| ---- | ------- | ---- | --------------------------- | ---------------------- | ------- | ----- |
| 1    | 4       | 4    | Katie Ledecky               | Estados Unidos         | 3:59.06 | Q,    |
| 2    | 3       | 4    | Leah Smith                  | Estados Unidos         | 4:02.00 | Q     |
| 3    | 4       | 3    | Ariarne Titmus              | Austrália              | 4:04.26 | Q     |
| 4    | 3       | 5    | Li Bingjie                  | China                  | 4:04.94 | Q     |
| 5    | 4       | 5    | Boglárka Kapás              | Hungria                | 4:05.93 | Q     |
| 6    | 4       | 6    | Zhang Yuhan                 | China                  | 4:06.21 | Q     |
| 7    | 4       | 7    | Veronika Popova             | Rússia                 | 4:06.40 | Q     |
| 8    | 3       | 2    | Ajna Késely                 | Hungria                | 4:06.48 | Q     |
| 9    | 3       | 6    | Anja Klinar                 | Eslovênia              | 4:07.75 |       |
| 10   | 3       | 3    | Mireia Belmonte             | Espanha                | 4:09.55 |       |
| 11   | 4       | 0    | Mary-Sophie Harvey          | Canadá                 | 4:09.74 |       |
| 12   | 4       | 8    | Mackenzie Padington         | Canadá                 | 4:09.88 |       |
| 13   | 2       | 4    | Diana Duraes                | Portugal               | 4:10.07 |       |
| 14   | 3       | 8    | Joanna Maranhão             | Brasil                 | 4:11.06 |       |
| 15   | 4       | 2    | Holly Hibbott               | Reino Unido            | 4:12.77 |       |
| 16   | 3       | 0    | Leah Neale                  | Austrália              | 4:13.38 |       |
| 17   | 2       | 1    | Barbora Závadová            | Chéquia                | 4:13.85 |       |
| 18   | 4       | 9    | Lee Ea-sop                  | Coreia do Sul          | 4:13.94 |       |
| 19   | 3       | 1    | Arina Openysheva            | Rússia                 | 4:15.45 |       |
| 20   | 3       | 9    | Julia Hassler               | Liechtenstein          | 4:17.05 |       |
| 21   | 3       | 7    | Andreina Pinto              | Venezuela              | 4:17.46 |       |
| 22   | 2       | 5    | Monique Olivier             | Luxemburgo             | 4:18.04 |       |
| 23   | 2       | 9    | Marina Hansen               | Dinamarca              | 4:18.86 |       |
| 24   | 2       | 7    | Nicole Oliva                | Filipinas              | 4:19.23 |       |
| 25   | 2       | 6    | Helena Moreno               | Costa Rica             | 4:19.27 |       |
| 26   | 2       | 2    | Sze Hang Yu                 | Hong Kong              | 4:20.57 |       |
| 27   | 2       | 3    | Kate Beavon                 | África do Sul          | 4:20.82 |       |
| 28   | 2       | 0    | Hania Moro                  | Egito                  | 4:21.67 |       |
| 29   | 2       | 8    | Ressa Dewi                  | Indonésia              | 4:24.05 |       |
| 30   | 1       | 3    | Gabriella Doueihy           | Líbano                 | 4:25.34 |       |
| 31   | 1       | 1    | Talita Te Flan              | Costa do Marfim        | 4:26.72 |       |
| 32   | 1       | 5    | Sudthirak Watcharabusaracum | Tailândia              | 4:30.96 |       |
| 33   | 1       | 4    | Daniella van den Berg       | Aruba                  | 4:32.09 |       |
| 34   | 1       | 6    | Hannah Gill                 | Barbados               | 4:42.55 |       |
| 35   | 1       | 7    | Ishani Senanayake           | Sri Lanka              | 4:45.48 |       |
| 36   | 1       | 2    | Victoria Chentsova          | Marianas Setentrionais | 4:47.15 |       |
| 37   | 4       | 1    | Nguyễn Thị Ánh Viên         | Vietname               | DNS     | DNS   |

### Final
A final foi realizada em 23 de julho às 18h03. 
| Pos.              | Raia | Nadadora        | Nacionalidade  | Tempo   | Notas                 |
| ----------------- | ---- | --------------- | -------------- | ------- | --------------------- |
| Medalha de ouro   | 4    | Katie Ledecky   | Estados Unidos | 3:58.34 | Recorde do campeonato |
| Medalha de prata  | 5    | Leah Smith      | Estados Unidos | 4:01.54 |                       |
| Medalha de bronze | 6    | Li Bingjie      | China          | 4:03.25 |                       |
| 4                 | 3    | Ariarne Titmus  | Austrália      | 4:04.26 |                       |
| 5                 | 2    | Boglárka Kapás  | Hungria        | 4:04.77 |                       |
| 6                 | 8    | Ajna Késely     | Hungria        | 4:05.75 |                       |
| 7                 | 7    | Zhang Yuhan     | China          | 4:06.03 |                       |
| 8                 | 1    | Veronika Popova | Rússia         | 4:07.59 |                       |

Legenda
| Recorde mundial       | Recorde mundial (World record)               |                       | Recorde africano                      | Recorde africano (African) |                                           | Q | Classificado por posição (Qualified) |
| Recorde do campeonato | Recorde do campeonato (Championship record)  | Recorde da América    | Recorde da América (Americas)         | q                          | Classificado por melhor tempo (Qualified) |   |                                      |
| Melhor marca do ano   | Melhor marca do ano (World leading)          | Recorde asiático      | Recorde asiático (Asian)              | DNS                        | Não largou (Did not start)                |   |                                      |
| Recorde nacional      | Recorde nacional (National record)           | Recorde europeu       | Recorde europeu (European)            | DNF                        | Não terminou (Did not finish)             |   |                                      |
| Recorde pessoal       | Recorde pessoal do atleta (Personal best)    | Recorde da Oceania    | Recorde da Oceania (Oceania)          | DSQ / DQ                   | Desclassificado (Disqualified)            |   |                                      |
| Recorde da temporada  | Recorde da temporada do atleta (Season best) | Recorde sul-americano | Recorde sul-americano (South America) | NM                         | Sem marca (No mark)                       |   |                                      |